# 7.ª Região Militar
A 7ª Região Militar (7ª RM) é uma das doze regiões militares do Exército Brasileiro, sediada no Recife, Pernambuco e subordinada ao Comando Militar do Nordeste. Abrange Pernambuco, Alagoas, Paraíba e Rio Grande do Norte. Compreendendo o saliente nordestino, historicamente teve maior importância militar durante a Segunda Guerra Mundial, quando surgiu também em Pernambuco a 7ª Divisão de Infantaria, posteriormente denominada 7ª Divisão de Exército. A região teve seu comando unido ao da divisão de 1958 a 2014.

## História
A região traça seu passado à 2ª Região Militar, criada em 1915, cujo número passou a 6ª, em 1919, e 7ª em 1923. Antes disso, Recife havia sediado o 2º Distrito Militar, na organização de 1851, e a 5ª Região Militar, de 1908, composta de Pernambuco e Paraíba. Em 1915 ela foi expandida para o Rio Grande do Norte e o Ceará Em 1922 a 6ª Região Militar interferiu na violenta eleição em Pernambuco, com o comandante, coronel Jaime Pessoa da Silveira, parente do presidente Epitácio Pessoa, favorecendo o candidato ligado ao presidente. A interferência foi polêmica e em 29 de junho o marechal Hermes da Fonseca enviou um telegrama aconselhando o desacato às ordens do governo. Isso resultou na prisão de Hermes, um antecedente imediato da Revolta dos 18 do Forte no Rio de Janeiro. Em 1926 as unidades da região passaram a pertencer em tese à 5ª Divisão de Infantaria, mas essa divisão nunca existiu de fato. A região abrangia em 1930 cinco estados, do Ceará a Alagoas.
Em 1930, com a guerra no Território de Princesa e a morte de João Pessoa, governador da Paraíba, o comandante da Região, general Alberto Lavenére Wanderley, enviou forças ao interior paraibano e transferiu seu quartel à capital do estado. Ao eclodir a Revolução de 1930 ele foi morto pelos rebeldes, que rapidamente assumiram o controle das unidades da região, com os maiores combates no Recife. O quartel regional foi atacado na revolta do 21º Batalhão de Caçadores, em outubro de 1931, e na Intentona Comunista de 1935, na qual Pernambuco e o Rio Grande do Norte estiveram conflagrados.
Alagoas passou à 6ª Região Militar, de Salvador, em 1934, retornando à 7ª em 1941, com o rio São Francisco delimitando a fronteira regional. Nesse ano ela atingiu sua máxima extensão pela incorporação do Maranhão e Piauí. Até então sua prioridade era baixa, e em todo esse território suas principais forças eram sete batalhões de caçadores para guarnecer as capitais dos estados abrangidos. Na Segunda Guerra Mundial ela adquiriu importância pela posição geográfica do saliente nordestino no Oceano Atlântico, levando à criação de duas divisões de infantaria (DIs), a 7ª e a 14ª; esta última teve seu comando abolido antes do final da guerra. Em 1942 o Maranhão, Piauí e Ceará foram separados para formar a nova 10ª Região Militar, por sugestão do general Mascarenhas de Moraes, para o qual o território era grande demais para um comando só.
O comando tornou-se simultâneo da 7ª RM e 7ª DI em 1958, situação típica das regiões de menor prioridade. Em 1973 a DI tornou-se divisão de Exército (DE). Duas brigadas de infantaria motorizada foram formadas sob a divisão, a 7ª  e 10ª. Em 2014 a 7ª RM/DE tornou-se unicamente 7ª RM, com a desativação da divisão, mas ela foi reativada em 2021 como parte de uma atenção renovada do Exército no Nordeste. A mudança nos comandos não significou a transferência de efetivos.

## Organizações militares subordinadas
- 7ª Região Militar - Recife[13]
  - Comando da 7ª Região Militar - Recife - PE
  - Base Administrativa de Curado - Recife - PE
  - Base Administrativa da Guarnição de João Pessoa - João Pessoa - PB
  - 7º Depósito de Suprimentos - Recife - PE
  - Parque Regional de Manutenção da 7ª Região Militar - Recife - PE
  - Museu Militar do Forte do Brum - Recife - PE
  - Hospital de Guarnição de Natal - Natal - RN
  - Hospital de Guarnição de João Pessoa - João Pessoa - PB
  - Campo de Instrução Marechal Newton Cavalcanti - Paudalho - PE
  - Hospital Militar de Área do Recife - Recife - PE